# Putnam megye (Indiana)
Putnam megye az Amerikai Egyesült Államokban, azon belül Indiana államban található. Megyeszékhelye és legnagyobb városa Greencastle. Lakosainak száma 36 726 fő (2020. április 1.). Putnam megye Montgomery, Hendricks, Morgan, Owen, Clay és Parke megyékkel határos.

## Népesség
A megye népességének változása:
| Lakosok száma | 37 936 | 37 858 | 37 645 | 37 505 | 37 585 | 36 726 |
|               | 2010   | 2011   | 2012   | 2013   | 2015   | 2020   |